# Fanø Sogn
Fanø Sogn er et sogn i Skads Provsti (Ribe Stift). Sognet blev oprettet 1. august 2019 ved sammenlægning af Nordby Sogn og Sønderho Sogn.
I 1800-tallet var Nordby og Sønderho sogne selvstændige pastorater og selvstændige sognekommuner. De hørte til Skast Herred i Ribe Amt. Nordby og Sønderho dannede ved kommunalreformen i 1970 Fanø Kommune, der fortsatte som selvstændig kommune ved strukturreformen i 2007.
I Fanø Sogn ligger Nordby Kirke og Sønderho Kirke.